# Căzănești (okręg Mehedinți)
Căzănești – wieś w Rumunii, w okręgu Mehedinți, w gminie Căzănești. W 2011 roku liczyła 150 mieszkańców.